# Pustomyty
Pustomyty (tiếng Ukraina: Пустомити) là một thành phố của Ukraina. Thành phố này thuộc tỉnh Lviv. Thành phố này có diện tích ? km2, dân số theo điều tra dân số năm 2022 là 9372 người.